# Pays à revenu intermédiaire
Le terme de pays à revenu intermédiaire renvoie à la typologie de classement des pays par la Banque mondiale en fonction de leur revenu national brut (RNB) par habitant.
Les tranches de classification opérationnelle de ces pays sont révisées chaque année par la Banque mondiale le 1er juillet. 
Ainsi en 2013, les pays à revenus intermédiaires sont classés en 2 catégories: 
- les pays à revenu intermédiaire de la tranche inférieure : ceux dont le RNB par habitant se situe entre 1 036 et 4 085 dollars,
- les pays à revenu intermédiaire de la tranche supérieure : entre 4 086 et 12,615 dollars.